# Zwaartekracht

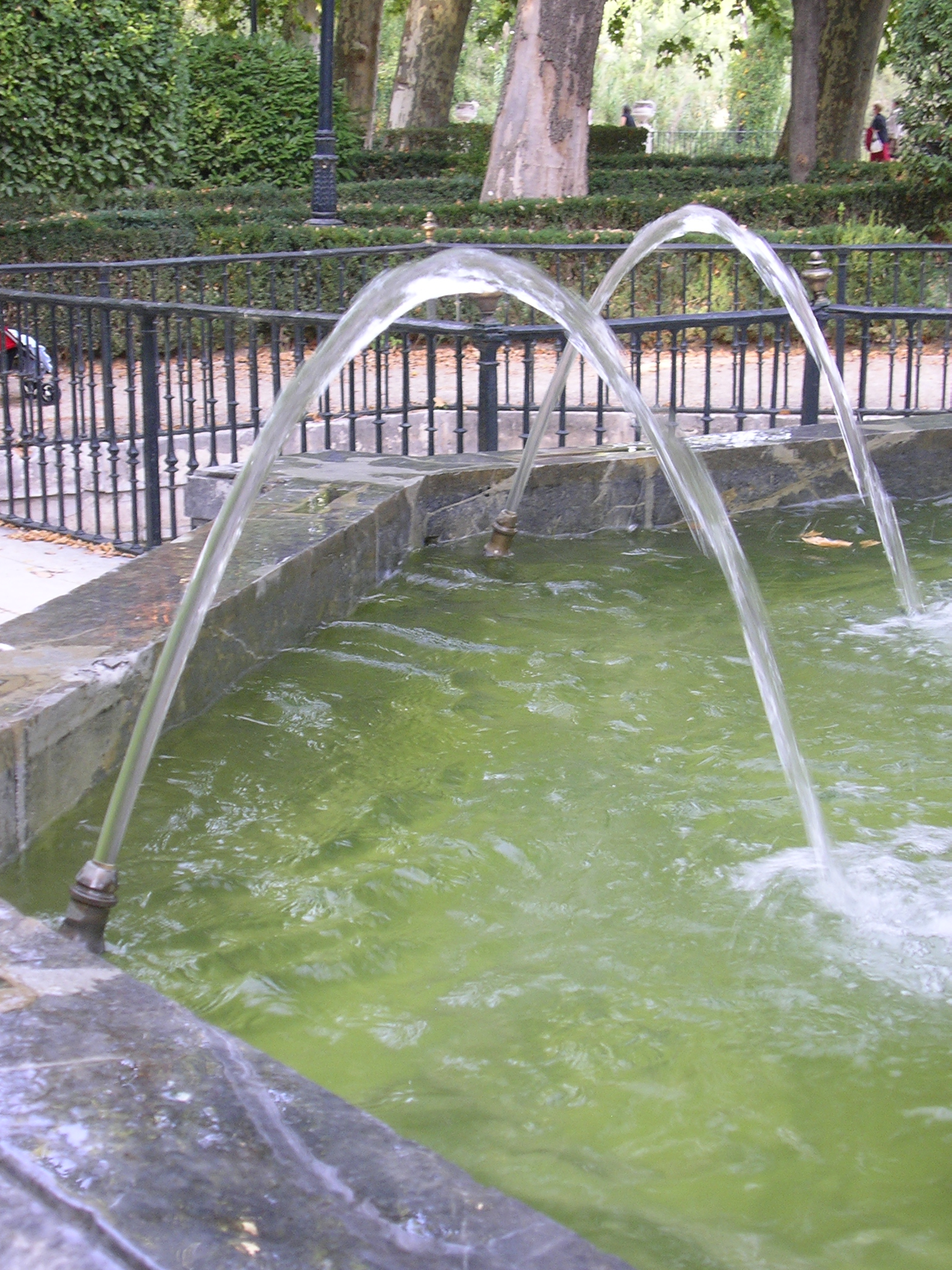
Een schuin naar boven gerichte waterstraal uit een fontein vormt onder invloed van de zwaartekracht een parabool van water. Elk druppeltje water doorloopt een identieke (kogel)baan

De zwaartekracht of gravitatie is een aantrekkende kracht die twee of meer lichamen op elkaar uitoefenen. De zwaartekracht is een van de vier natuurkrachten. Deze kracht is op het niveau van atomen zeer klein vergeleken met de andere krachten, maar is de meest alledaagse op macroscopische afstanden: het gewicht van een lichaam evenredig met de massa ervan.
De zwaartekracht is op astronomische afstanden in nog sterkere mate de overheersende kracht, bijvoorbeeld tussen de Aarde en de maan, tussen de zon en alle planeten en zelfs tussen sterrenstelsels, waardoor de uitdijing van het heelal, de metrische uitdijing van de ruimte wordt tegengewerkt. De zwaartekracht, die verantwoordelijk is voor bijvoorbeeld het vallen van een appel, zorgt er eveneens voor dat de maan of een satelliet in een baan om de aarde blijft, dat de aarde zelf in een baan om de zon blijft draaien, en dat de zon op zijn beurt samen met alle andere sterren van de Melkweg om een zeker middelpunt heen blijft draaien.
Bovendien veroorzaakt de zwaartekracht de getijdenvelden rond het massamiddelpunt van een hemellichaam. De getijdenvelden van de zon en de maan zijn op de aarde bijvoorbeeld verantwoordelijk voor een verschijnsel als springtij.

## Gravitatiewet

Zwaartekracht is de onderlinge aantrekking van twee massa's

De gravitatiewet van Newton geeft een uitdrukking voor de zwaartekracht tussen twee puntmassa's, maar ook tussen twee bolsymmetrische lichamen:
{\displaystyle F_{g}=G\cdot {\frac {m\cdot M}{r^{2}}}}
Daarin is
- {\displaystyle F_{g}} de zwaartekracht tussen twee voorwerpen in newton
- {\displaystyle m} de massa van het eerste voorwerp in kg
- {\displaystyle M} de massa van het tweede voorwerp in kg
- {\displaystyle r} de afstand tussen de zwaartepunten van die voorwerpen in m
- {\displaystyle G} de gravitatieconstante = (6,67428 ± 0,00067) × 10−11 Nm2 kg−2.

Deze wet is een omgekeerde kwadratenwet.
De algemene formule voor het zwaartekrachtsveld is:
{\displaystyle \mathbf {g} (\mathbf {r} )=-G\ \iiint {\frac {\rho (\mathbf {r} _{1})}{|\mathbf {r} -\mathbf {r} _{1}|^{3}}}\ (\mathbf {r} -\mathbf {r} _{1})\ \mathbf {d} ^{3}\mathbf {r} _{1}},
waarbij wordt geïntegreerd over alle massa, en {\displaystyle \rho } de massadichtheid is.

## Zwaartekracht op aarde

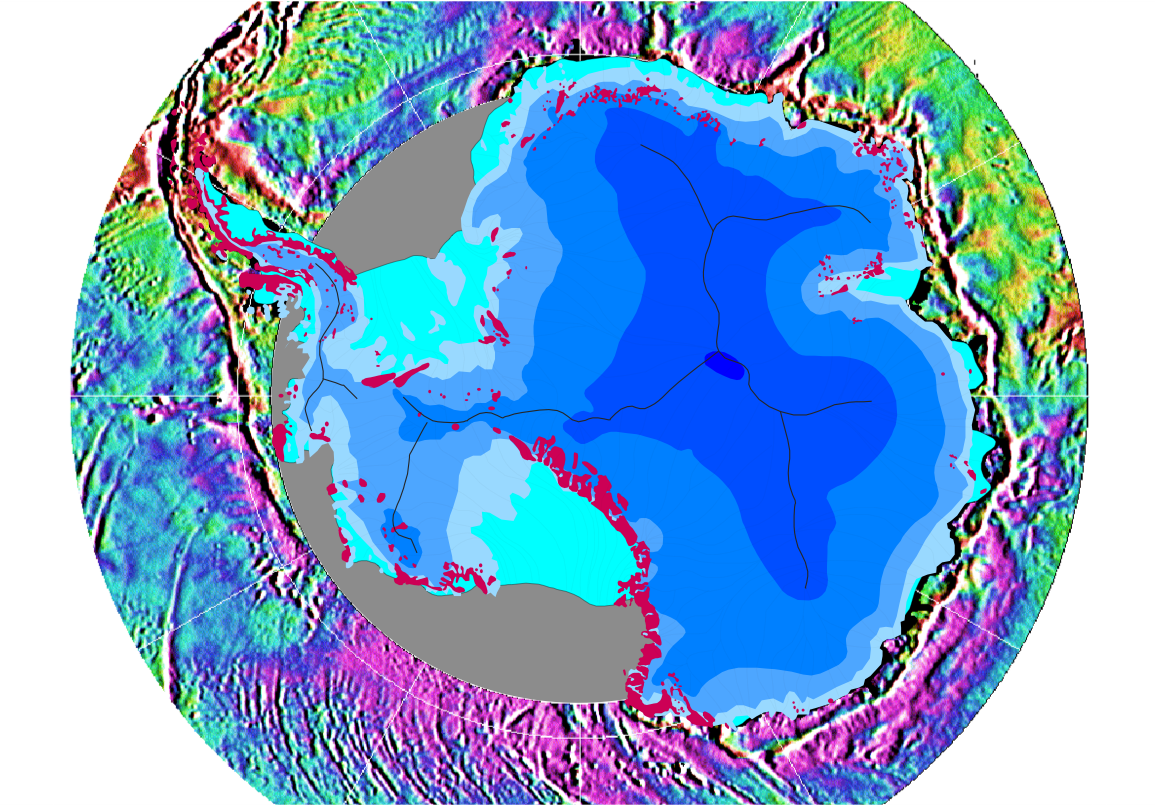
Verschillen in zwaartekracht rondom Antarctica (gecorrigeerd voor de aardrotatie)

Door de aarde bij benadering als bolsymmetrisch te beschouwen, kan de aantrekkingskracht {\displaystyle F_{z}} die de aarde, als gevolg van de zwaartekracht, uitoefent op een voorwerp dat zich op het aardoppervlak bevindt, berekend worden door toepassing van de gravitatiewet; in de vergelijking wordt voor {\displaystyle M} de massa van de aarde ingevuld en voor {\displaystyle r} de (gemiddelde) straal van de aarde:
{\displaystyle F_{z}=m\cdot g}
waarin {\displaystyle m} de massa van het betreffende voorwerp is en {\displaystyle g} de zwaartekrachtsversnelling aan het aardoppervlak:
{\displaystyle g=G\cdot {\frac {M_{\text{aarde}}}{r_{\text{aarde}}^{2}}}\approx 9{,}81{\text{ m/s}}^{2}}
Bij de aarde moet er mee rekening worden houden dat deze niet precies bolsymmetrisch is. Dat is een van de oorzaken dat de zwaartekracht op sommige plaatsen op het aardoppervlak groter kan zijn dan op andere, bijvoorbeeld door massievere steensoorten. Bovendien is de vorm van de Aarde geen zuivere bol, maar onder invloed van de rotatie bij de polen heel licht afgeplat. De aarde heeft de vorm van een oblate sferoïde. Dat betekent dat men zich op de polen ongeveer 21 km dichter bij het centrum van de aarde bevindt dan op de evenaar, wat de zwaartekracht op de polen iets groter maakt.

Valversnelling in Nederland

De valversnelling op het aardoppervlak, die de versnelling is ten gevolge van het samenspel van de beide krachten, varieert door al deze oorzaken tussen ongeveer 9,789 m·s−2 en 9,832 m·s−2. In Nederland en België bedraagt die gemiddeld 9,81 m·s−2. Dit wordt voor niet al te nauwkeurige toepassingen afgerond naar 10 m·s−2.

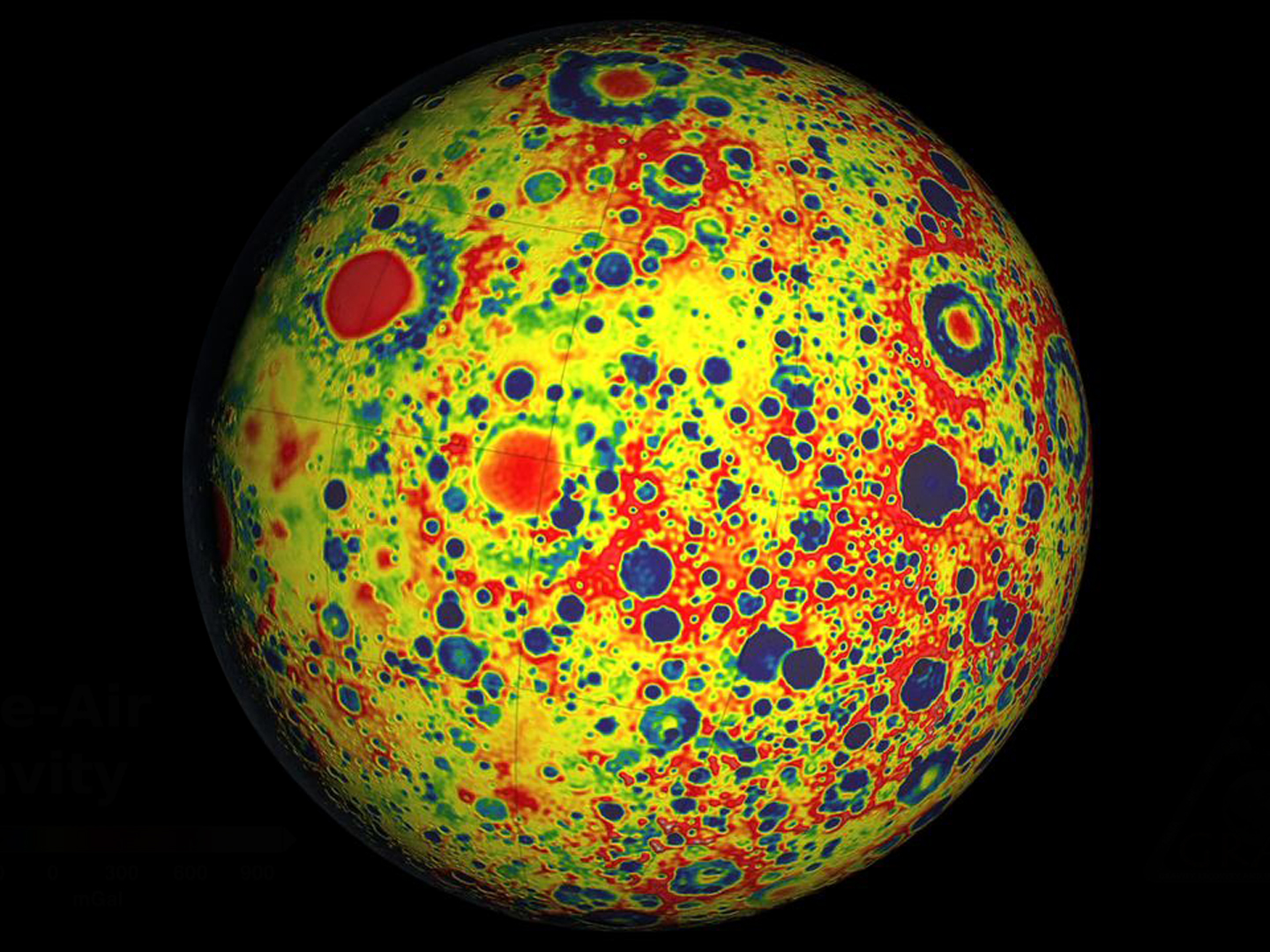
Zwaartekrachtveld van de maan in kaart gebracht door de tweelingsatellieten Ebb en Flow

## Geschiedenis van onderzoek naar de zwaartekracht

### Oudheid
Uit de klassieke oudheid is niet veel bekend over onderzoek naar de zwaartekracht. De Griekse filosofen spraken er soms over; zo meende Aristoteles dat alles naar beneden valt omdat het midden van de aarde de "natuurlijke plaats" van de materie was in de zogenaamde ladder der natuur. Rond die tijd hadden Chinese filosofen van het mohisme al theorieën rondom de zwaartekracht beschreven. Zij hadden trouwens geen contact hierover met de oude Grieken. Zij beschreven dat de afwezigheid van krachten, zoals wrijving, de werking van zwaartekracht kon laten zien.

### Vroegmoderne tijd
Tijdens de wetenschappelijke revolutie was Galileo Galilei de eerste die de zwaartekracht onderzocht door middel van waarnemingen aan banen van hemellichamen en valproeven op aarde. Zijn valproef zou op de maan in juli 1971 worden herhaald door de bemanning van de Apollo 15.
Isaac Newton heeft de aard van de zwaartekracht in de kosmologie als eerste ingezien. Volgens eigen zeggen kwam hij op het idee toen hij een appel uit de boom zag vallen. Dat de appel op zijn hoofd viel, zoals soms wordt beweerd, is twijfelachtig. Het baanbrekende karakter van zijn theorie zat hem vooral in het toepassen van eenzelfde wet voor aardse situaties en voor hemellichamen. Newton verklaarde met zijn wet van de zwaartekracht de banen van planeten, die Nicolaas Copernicus, Johannes Kepler en Tycho Brahe hadden beschreven maar niet hadden verklaard. In elk geval realiseerde hij zich dat de maan aantrekkingskracht van de aarde ondervindt, maar dat die in evenwicht wordt gehouden door middelpuntvliedende kracht van Christiaan Huygens. De getijdenbeweging kon hij verklaren uit de aantrekkingskracht van de maan.
Een ander voorbeeld van Newton is de kanonskogel. Een kanonskogel die met voldoende snelheid wordt weggeschoten, kan ook in een baan om de aarde gaan vliegen, of zelfs nooit meer terugkomen. De snelheid waarbij dat juist gebeurt heet de ontsnappingssnelheid.

### Algemene relativiteitstheorie
De theorie van de zwaartekracht is in het begin van de twintigste eeuw door vooral Albert Einstein drastisch bijgesteld. Zijn algemene relativiteitstheorie uit 1915 geeft een beschrijving van de tot dan toe onverklaarbare precessie in het baanvlak van de planeet Mercurius. Er was eerder geprobeerd die precessie te verklaren door een nieuwe planeet Vulcanus te postuleren. Met de theorie werden zwarte gaten voorspeld, maar ook dat de massa van een deeltje toeneemt als het de lichtsnelheid nadert en lichtstralen in een zwaartekrachtsveld afbuigen, wat tot uiting komt bij een zwaartekrachtlens om een sterrenstelsel of een Einsteinring rondom een ster. Dit werd voor het eerst waargenomen aan een ster bij een zonsverduistering. De algemene relativiteitstheorie verklaart ook waarom massa twee aspecten heeft: traagheid, waarmee het verzet tegen snelheidsverandering wordt bedoeld, en gravitatie, het veroorzaken van de zwaartekracht. Het equivalentieprincipe tussen deze twee, traagheid en gravitatie, ligt aan de basis van de algemene relativiteitstheorie. Om verder met de algemene relativiteitstheorie te kunnen rekenen moet de ruimtetijd worden ingevoerd.

## Aard van de zwaartekracht
Zoals in de vorige sectie vermeld, zijn er sinds de nieuwe tijd twee zeer succesvolle gravitatietheorieën bekend. De oudste wet is de gravitatiewet van Newton, die deel uitmaakt van de klassieke mechanica. Newton's wet is tamelijk nauwkeurig, en in de meeste gevallen nauwkeurig genoeg om een goed resultaat te berekenen. De opvolger van deze wet, de algemene relativiteitstheorie van Einstein, is echter nauwkeuriger en vollediger en leidde, samen met de kwantummechanische theorie, de 20e-eeuwse, moderne natuurkunde in. De theorie van Einstein leidt bij lage snelheden tot dezelfde uitkomst, en spreekt de wet van Newton dus niet tegen, maar geeft in bepaalde extreme gevallen een antwoord dat preciezer is dan de Newtoniaanse zwaartekracht. Het grote verschil tussen Einsteins theorie en Newtons theorie is:
- Newton: zwaartekracht gaat uit van een lichaam, is evenredig met de massa van dat lichaam, en beïnvloedt van daaruit onmiddellijk de overige lichamen (massa) in het heelal.
- Einstein: zwaartekracht is een vervorming van het ruimte-tijdcontinuüm, het weefsel van de lege ruimte, veroorzaakt door de aanwezigheid van een lichaam (massa). Een kunstmatige satelliet om de aarde volgt de vervorming die de massa van de aarde in het omringende ruimte-tijdweefsel maakt, en gaat langs het pad dat in die ruimtetijd het kortst is. Dit pad wordt waargenomen als de baan van deze satelliet.

## Snelheid van het zwaartekrachtveld
Newton dacht dat de zwaartekracht direct, zonder vertraging van invloed is, maar uit algemene relativiteitstheorie volgt daarentegen dat zwaartekrachtsvelden zich met de lichtsnelheid voortplanten.
Dat de theorie van Einstein overeenkomt met de werkelijkheid is al vaak gebleken, maar op 7 januari 2003 is de snelheid van het zwaartekrachtveld voor het eerst (indirect) gemeten door Ed Fomalont en Sergei Kopeikin. Met behulp van de bewegingen van de planeet Jupiter hebben zij deze metingen verricht. Op 8 september 2002 stond Jupiter namelijk vanaf de aarde gezien zeer dicht bij een quasar, die heldere radiogolven uitzendt. Fomalont en Kopeikin combineerden metingen van een aantal radiotelescopen verspreid over de aarde. Hiermee konden ze de schijnbare verplaatsing van de quasar als gevolg van het zwaartekrachtveld van Jupiter bepalen. Uit deze gegevens konden zij berekenen dat het zwaartekrachtveld 1,06 ±0,21 keer zo snel beweegt als het licht. Omdat de lichtsnelheid binnen het gevonden spectrum (0,85–1,27) ligt, kan niet worden gesteld dat de twee snelheden verschillen. De resultaten zijn controversieel; er zijn andere wetenschappers die zeggen dat de metingen niets met de snelheid van het zwaartekrachtveld te maken hebben.

## Zwaartekrachtgolven
In februari 2016 werd een wetenschappelijk onderzoek bekendgemaakt dat daadwerkelijk zwaartekrachtgolven heeft gemeten. Deze kunnen bijvoorbeeld optreden bij een grote explosie in het heelal. Zwaartekrachtgolven zijn naar verwachting transversaal, al voorspellen sommige theorieën daarnaast ook longitudinale golven. Indien zwaartekrachtgolven kunnen optreden bij grote explosies in het heelal, dan vertaalt zich dat in een tijdelijke ruimtevermeerdering, die waargenomen kan worden door tijdelijke grotere spectrale roodverschuivingen. Omgekeerd leveren implosies ruimtevermindering, wat zich vertaalt in spectrale blauwverschuiving.
Aan de Universiteit van Leiden wordt in het Kamerlingh Onnes Laboratorium gewerkt aan een uiterst gevoelige bolvormige antenne die zwaartekrachtgolven kan waarnemen. De naam van het project is MiniGrail. Deze antenne is zo gevoelig, dat trillingen met een uitwijking van ongeveer 10−20 meter kunnen worden gedetecteerd.

## Antizwaartekracht
Vóór Einstein meenden veel natuurkundigen dat er ook antizwaartekracht mogelijk was. Met Einsteins theorie verviel hiervoor de noodzaak, omdat er geen tegenhanger voorstelbaar is voor een antiruimte-tijdcontinuümvervorming. Maar bij recente metingen aan de kosmische achtergrondstraling is gebleken dat er misschien toch een soort uitdijende kracht in het universum werkzaam is, die de zwaartekracht tegenwerkt. Deze uitdijende kracht is door Einstein de kosmologische constante genoemd en zou veroorzaakt worden door donkere energie.

## Problemen met de huidige theorieën van zwaartekracht[7]
Ondanks het succes van Newtons zwaartekrachttheorie, die in bijna alle gevallen heel goed voldoet, bleken er aan het eind van de negentiende eeuw, toen meettechnieken steeds preciezer werden, toch verschijnselen te zijn die hiermee niet helemaal te verklaren zijn. Dat werd in het begin van de twintigste eeuw verholpen met de algemene relativiteitstheorie die een aanscherping is van Newtons theorie. Maar ook met deze verder zeer succesvolle theorie blijken er verschijnselen te zijn die hiermee niet beschreven kunnen worden:
- De banen van de planeten dijen sneller uit dan te verklaren is met verlies van zonsmassa.
- De uitdijing van het heelal lijkt te versnellen, wat moeilijk te verklaren is als er niet een of andere mysterieuze antizwaartekracht werkzaam is.
- De baanbeweging van sterrenstelsels kan alleen verklaard worden als er extra onzichtbare massa is (donkere materie). Een alternatieve verklaring voor de extra aantrekkingskracht is een aangepaste zwaartekrachttheorie die volgens onder anderen Erik Verlinde effect heeft op supergrote schaal.

## Alternatieve theorieën

### Historische alternatieve theorieën[8]
- Aristotelische zwaartekrachttheorie.
- Le Sages gravitatietheorie (1784) gebaseerd op een op de aanname dat een licht gas het hele universum vult.
- Ritz' gravitatietheorie (1908).
- Nordströms zwaartekrachttheorie (1912, 1913), een vroeg alternatief voor de algemene relativiteitstheorie.
- Kaluza-klein-theorie (1921).
- Whiteheads gravitatietheorie (1922), een ander vroeg alternatief voor de algemene relativiteitstheorie.

### Moderne alternatieve theorieën[8]
- Brans-Dicke zwaartekrachttheorie (1961).
- Induced gravity (1967), een voorstel van Andrei Sacharov dat algemene relativiteit zou kunnen voortvloeien uit kwantumveldentheorieën van materie.
- Snaartheorie (eind jaren 60).
- ƒ (R) zwaartekracht (1970).
- Horndeski-theorie (1974).
- Supergravitatie (1976).
- Modified Newtonian dynamics MOND (1981), een wijziging van de tweede bewegingswet van Newton voor kleine versnellingen.[9]
- De self-creation cosmology theory of gravity (1982) van GA Barber waarin de Brans-Dicketheorie wordt aangepast om het ontstaan van massa mogelijk te maken.
- Loop quantum gravity (1988) van Carlo Rovelli, Lee Smolin en Abhay Ashtekar.
- Niet-symmetrische gravitatietheorie (NGT) (1994) van John Moffat.
- Tensor-vector-scalaire zwaartekracht (TeVeS) (2004), een relativistische modificatie van MOND door Jacob Bekenstein.
- Chameleon theory (2004) van Justin Khoury en Amanda Weltman.
- Theorie van Erik Verlinde uit 2009, dat zwaartekracht uit informatie ontstaat.[10]
- Pressurontheorie (2013) van Olivier Minazzoli en Aurélien Hees.
- Conforme zwaartekracht.
- Zwaartekracht als een entropische kracht, zwaartekracht ontstaat als een opkomend fenomeen uit het thermodynamische concept van entropie.
- In de superfluïdevacuümtheorie de zwaarte en gebogen ruimtetijd ontstaan als collectieve excitatie wijze van niet-relativistische achtergrond superfluïde.
- Remond (2020), een theorie die ook verklaringen geeft voor de ontwikkeling van het heelal en de verdeling van de achtergrondstraling.[11][12]

#### MOND (1981)
De alternatieve zwaartekrachtstheorie (MOND, MOdified Newtonian Dynamics), die al in 1983 door Mordehai Milgrom geformuleerd en is gespecificeerd, is sindsdien niet aangepast door astronomische waarnemingen. In een computermodel onderzoek door de The Stellar Populations and Dynamics Research Group, geleid door professor Pavel Kroupa, werd het ontstaan van een sterrenstelsel, zonder donkere materie nagebootst. De uitkomst is heel goed vergelijkbaar met de waarneembare sterrenstelsels.

#### Theorie van Erik Verlinde (2009)
De Nederlandse natuurkundige Erik Verlinde kwam in 2009 en later met een afleiding van Newtons zwaartekrachtwet, uitgaande van het holografisch principe van Gerard 't Hooft. Al eerder hadden natuurkundigen als Richard Feynman een verband gelegd tussen zwaartekracht en thermodynamica. Verlinde stelt dat de kracht het gevolg is van het verschil in informatiedichtheid in de ruimte tussen twee elkaar aantrekkende massa's en de ruimte daarbuiten. In drie dimensies neemt deze dichtheid met het kwadraat van de afstand af. Volgens deze theorie is zwaartekracht geen fundamentele kracht, maar het gevolg van microscopische kwantummechanische effecten, die statistisch samen de zwaartekracht opleveren ("entropische zwaartekracht").

## Websites
- Minigrail, een zwaartekrachtdetector Universiteit Leiden

Elektromagnetisme · 
Zwaartekracht · 
Sterke kernkracht · 
Zwakke kernkracht